# Zapotèque de Coatecas Altas
Le zapotèque de Coatecas Altas (ou zapotèque de San Juan Coatecas Altas) est une variété de la langue zapotèque parlée dans l'État de Oaxaca, au Mexique.

## Localisation géographique
Le zapotèque de Coatecas Altas est parlé dans le district d'Ejutla (en) de l'État de Oaxaca, au Mexique,.

## Utilisation
En 2005, 4 880 personnes parlent le zapotèque de Coatecas Altas, dont 100 monolingues, les autres parlant aussi notamment l'espagnol. Les locuteurs ayant cette langue comme langue maternelle ont un taux d'alphabétisation de 1 % et de 20 à 30 % pour ceux l'ayant appris comme langue seconde.

## Intelligibilité avec les variétés du zapotèque
Les locuteurs du zapotèque de Coatecas Altas ont une intelligibilité de 83 % du zapotèque de San Gregorio Ozolotepec (un dialecte du zapotèque d'Ozolotepec) et du zapotèque de Miahuatlán (les plus similaires).